# 1652
| [ Edytuj tabelę ]              | |
| Król Polski                    | - 1648 Jan Kazimierz 1668 |
| Współksiążęta Andory           | - 1643 Ludwik XIV 1715 |
| Elektor Bawarii                | - 1651 Ferdynand Maria 1679 |
| Elektor Brandenburgii          | - 1640 Fryderyk Wilhelm 1688 |
| Sułtan Brunei                  | - 1649 Abdul Jailul Jabbar 1652 - 1625 Muhammad Ali 1660                                                                               |
| Cesarz Chin                    | - 1644 Shunzhi 1661 |
| Król Czech                     | - 1637 Ferdynand III Habsburg 1657 |
| Król Danii                     | - 1648 Fryderyk III 1670 |
| Dalajlama                      | - 1617 Lobsang Gjaco 1682 |
| Cesarz Etiopii                 | - 1632 Fasiledes 1667 |
| Król Francji                   | - 1643 Ludwik XIV 1715 |
| Król Hiszpanii                 | - 1621 Filip IV 1665 |
| Landgraf Hesji-Kassel          | - 1637 Wilhelm VI Sprawiedliwy 1663 |
| Stadhouder Holandii            | - 1650 pierwszy okres bez stadhoudera 1672                                                                                             |
| Szach Iranu                    | - 1642 Abbas II 1666 |
| Państwo Wielkich Mogołów       | - 1627 Szahdżahan 1658 |
| Cesarz Japonii                 | - 1643 Go-Kōmyō 1654 |
| Kalif                          | - 1648 Mehmed IV 1687 |
| Patriarcha Konstantynopola     | - 1651 Joannik II 1652 - 1652 Cyryl III 1652 - 1652 Paisjusz I 1653                                                                    |
| Władca Korei                   | - 1649 Hyojong 1659 |
| Książę Kurlandii i Semigalii   | - 1642 Jakub Kettler 1682 |
| Książę Liechtensteinu          | - 1627 Karol Euzebiusz 1684 |
| Książę Monako                  | - 1612 Honoriusz II 1662 |
| Król Nawarry                   | - 1643 Ludwik XIV 1710 |
| Król Norwegii                  | - 1648 Fryderyk III 1670 |
| Sułtan Omanu                   | - 1649 Sultan I ibn Sajf 1688 |
| Elektor Palatynatu             | - 1648 Karol I Ludwik 1680 |
| Papież                         | - 1644 Innocenty X 1655 |
| Książę Parmy i Piacenzy        | - 1646 Ranuccio II 1694 |
| Król Portugalii                | - 1640 Jan IV 1656 |
| Książę w Prusach               | - 1640 Fryderyk Wilhelm Wielki Elektor 1688                                                                                            |
| Car Rosji                      | - 1645 Aleksy I 1676 |
| Cesarz Rzymski (niemiecki)     | - 1637 Ferdynand III Habsburg 1657 |
| Kapitanowie Regenci San Marino | - 1651 Carlo Loli Gregorio Ceccoli 1652 - 1652 Ottavio Giannini Bartolomeo Ceccoli 1652 - 1652 Giacomo Belluzzi Innocenzo Bonelli 1653 |
| Elektor Saksonii               | - 1611 Jan Jerzy I Wettyn 1656 |
| Król Szwecji                   | - 1632 Krystyna Waza 1654 |
| Król Tajlandii                 | - 1630 Prasat Thong 1655 |
| Sułtan Turków                  | - 1648 Mehmed IV 1687 |
| Doża Wenecji                   | - 1646 Francesco Molino 1655 |
| Król Węgier                    | - 1637 Ferdynand IV 1654 |
| Książęta Wirtembergii          | - 1628 Eberhard III 1674 |

Rok 1652 / MDCLII
stulecia: XVI wiek ~
XVII wiek ~
XVIII wiek

lata: 1642 «
1647 «
1648 «
1649 «
1650 «
1651 «
1652
» 1653
» 1654
» 1655
» 1656
» 1657
» 1662

## Wydarzenia w Polsce
- 9 marca – umowna data wykorzystania po raz pierwszy liberum veto na Sejmie. Poseł z województwa trockiego Władysław Wiktoryn Siciński, będąc prawdopodobnie pod wpływem Janusza Radziwiłła, jako pierwszy zastosował liberum veto w celu zerwania obrad sejmu (nie wyraził zgody na prolongatę sejmu); to nadużycie liberum veto dało początek kryzysowi ustrojowemu Rzeczypospolitej.
- 28 maja – Pietro Vidoni został nuncjuszem apostolskim w Polsce.
- 1 czerwca – powstanie Chmielnickiego: początek polsko-kozackiej bitwy pod Batohem.
- 2 czerwca – powstanie Chmielnickiego: wojska polskie dowodzone przez hetmana polnego koronnego Marcina Kalinowskiego zostały pokonane przez Kozaków w bitwie pod Batohem.
- 3 czerwca – powstanie Chmielnickiego: początek dwudniowego mordu na ok. 3500 polskich jeńców po bitwie pod Batohem.
- 22 lipca – rozpoczął się kolejny sejm, który uchwalił podatki na armię i przeprowadził reformę wojskową, na mocy której utworzono tzw. komput.
- 21 sierpnia – ślub syna hetmana Bohdana Chmielnickiego, Tymofieja, z córką hospodara Mołdawii Bazylego Lupu.

## Wydarzenia na świecie
- 6 kwietnia – 5 holenderskich statków pod dowództwem Jana van Riebeecka dotarło do terenów dzisiejszego Kapsztadu, co dało początek niemal 350-letniemu panowaniu kolonialnemu Burów na terenach obecnej RPA.
- 12 maja – kampania Cromwella w Irlandii: zakończyło się oblężenie Galway.
- 18 maja – ogłoszono nielegalność niewolnictwa w stanie Rhode Island w USA.
- 29 maja – I wojna angielsko-holenderska: zwycięstwo floty angielskiej w bitwie pod Dover.
- 18 czerwca – założono zakon boromeuszek.
- 10 lipca – I wojna angielsko-holenderska: Anglia oficjalnie wypowiedziała wojnę Holandii (1652-1654).
- 26 sierpnia – I wojna angielsko-holenderska: bitwa morska pod Plymouth.
- 6 września – I wojna angielsko-holenderska:bitwa morska pod Elbą.
- 8 października – I wojna angielsko-holenderska: bitwa morska pod Kentish Knock.
- 10 grudnia – I wojna angielsko-holenderska: flota holenderska pod dowództwem admirała Maartena Trompa pokonała Anglików w bitwie pod Dungeness.

- Jean-Jacques Chiffelt odkrył grób Childeryka I w Tournai.

## Urodzili się
- 14 lutego – Kamil Tallard, marszałek Francji (zm. 1728)
- 19 kwietnia - Krystian Wirtemberski, książę oleśnicki (zm. 1704)
- 2 grudnia – Karolina Piastówna, córka księcia legnicko-brzeskiego – Chrystiana, księżna Holstein-Sonderburg (zm. 1707)
- data dzienna nieznana: 
  - John Banister – angielski duchowny, przyrodoznawca (zm. 1692)

## Zmarli
- 12 stycznia – Samuel Nakielski, polski duchowny, historiograf zakonu Kanoników Regularnych Grobu Bożego (ur. 1583)
- 19 stycznia – Vilém Slavata z Chlumu, czeski szlachcic i historyk, ofiara defenestracji praskiej z 1618 (ur. 1572)
- 7 lutego – Gregorio Allegri, kompozytor włoski (ur. 1582)
- 22 sierpnia – Jacob Pontusson De la Gardie, szwedzki polityk i żołnierz (ur. 1583)
- 8 października – John Greaves, angielski matematyk i antykwariusz (ur. 1602)
- 1 listopada – Pieter van Avont, flamandzki malarz i grafik barokowy (ur. 1600)

## Święta ruchome
- Tłusty czwartek: 8 lutego
- Ostatki: 13 lutego
- Popielec: 14 lutego
- Niedziela Palmowa: 24 marca
- Wielki Czwartek: 28 marca
- Wielki Piątek: 29 marca
- Wielka Sobota: 30 marca
- Wielkanoc: 31 marca
- Poniedziałek Wielkanocny: 1 kwietnia
- Wniebowstąpienie Pańskie: 9 maja
- Zesłanie Ducha Świętego: 19 maja
- Boże Ciało: 30 maja